# Liste des noms de lieux en allemand en Belgique
 (mars 2025).
Cette liste comprend les noms de lieux de Belgique en allemand et leurs correspondants en français (ou par défaut en néerlandais).

## Région bilingue de Bruxelles-Capitale
- A-Z
  - Brüssel : Bruxelles

## Région de langue allemande
Ce sont toutes des communes de langue allemande mais à facilités pour les francophones. 
- A-Z
  - Aldringen : Audrange
  - Amel : Amblève
  - Büllingen : Bullange
  - Burg-Reuland : Burg-Reuland
  - Bütgenbach : Butgenbach
  - Eibertingen : Ebertange
  - Eupen : Eupen (le vieux nom français Néau n'est plus utilisé)
  - Grüfflingen : Grufflange
  - Kelmis : La Calamine
  - Lontzen : Lontzen
  - Mürringen : Murrange
  - Sankt Vith : Saint-Vith

## Région de langue néerlandaise
- A-Z
  - Antorf (vieil allemand) : Anvers
  - Brügge : Bruges
  - Flämisch-Brabant : Brabant flamand
  - Löwen : Louvain
  - Mecheln : Malines
  - Ostende : Ostende
  - Ostflandern : Flandre-Orientale
  - Tongern : Tongres
  - Westflandern : Flandre-Occidentale
  - Ypern : Ypres

## Région de langue française

### A
- - Aldenhoven (ancien nom français Vieuville) : Viville
  - Altsalm : Vielsalm
  - Alt-Habich : Habay-la-Vieille
  - Ansler : Anlier
  - Arel : Arlon
  - Attem : Athus
  - Außenborn (tombé en désuétude et inutilisé de nos jours) : Faymonville
  - Ausderheiden : Bruyères

### B
- - Bardenburg : Clairefontaine
  - Bastnach : Bastogne
  - Bebingen : Bébange
  - Bergen :  Mons
  - Bernau : Berneau
  - Bettenhofen : Bettincourt
  - Borgworm : Waremme
  - Bilstein : Bilstain
  - Bleiberg : Plombières
  - Bochholz : Beho
  - Bowies : Bovigny
  - Brücken : Pont
  - Bunnert : Bonnert
  - Bürnenville : Burnenville

### D
- - Deyfeld : Deiffelt
  - Deutsch-Meer (aussi Meisch) : Meix-le-Tige
  - Deidesberg : Thirimont
  - Diedenburg : Thiaumont
  - Dollheim : Dolhain
  - Dreibrücken : Trois-Ponts

### E
- - Elcheroth : Nobressart
  - Elter : Autelbas
  - Emsong : Musson
  - Engelsdorf : Ligneuville
  - Esch-auf-der-Hurt : Aix-sur-Cloie
  - Everscheid (tombé en désuétude et inutilisé de nos jours) : Sourbrodt

### F
- - Fauweiler : Fauvillers
  - Fels im Ösling (aussi Welschenfels) : La Roche-en-Ardenne
  - Fischvenn (tombé en désuétude et inutilisé de nos jours) : Ovifat
  - Freylingen : Freylange
  - Fröter :  Froidthier

### G
- - Galbach : Jalhay
  - Gerlingen : Guerlange
  - Geylich : Gouvy
  - Girsch : Guirsch
  - Gringertz (tombé en désuétude et inutilisé de nos jours) : Champagne
  - Groß-Richheim : Grand-Rechain
  - Gomels : Commanster
  - Guldorf : Guelff
  - Gulken : Goé

### H
- - Hanf : Honville
  - Hauffletsch : Houffalize
  - Heinrichskapelle : Henri-Chapelle
  - Heischlingen : Heinsch
  - Hennegau : Hainaut
  - Herzig : Hachy
  - Heverberg : Hèvremont
  - Hewerlingen : Habergy
  - Hohenfels : Houffalize[1]
  - Holdingen : Halanzy
  - Hollingen : Hollange
  - Homburg : Hombourg
  - Hondelingen : Hondelange
  - Husingen : Hussigny

### I
- - Ibingen : Aubange
  - In der Bivelt (tombé en désuétude et inutilisé de nos jours) : Robertville
  - In der Spinnerei (tombé en désuétude et inutilisé de nos jours) : Outrewarche

### K
- - Klause : La Clouse
  - Klein-Richeim : Petit-Rechain
  - Korn : Chiers

### L
- - Lamerscher : Limerlé
  - Langwasser : Longeau
  - Limburg an der Weser : Limbourg
  - Lüttich : Liège
  - Luxemburg : Luxembourg

### M
- - Malmünde (vieil allemand) : Malmedy
  - Marienburg :  Mariembourg
  - Mark : Marche-en-Famenne
  - Martelingen : Martelange
  - Michelshütte : Baraque Michel
  - Metzig : Messancy
  - Munerhof : Menufontaine
  - Mutzich : Mussy-la-Ville

### N
- - Namür : Namur
  - Neuenburg in Lützelburg (Luxemburg) :  Neufchâteau
  - Neu-Habich : Habay-la-Neuve
  - Niederelter : Autelbas
  - Niedersteinbach : Ondenval
  - Nottem : Nothomb

### O
- - Offen : Fouches
  - Oberelter : Autelhaut

### R
- - Redel : Radelange
  - Resingen : Rachecourt
  - Rödchen : Ruette
  - Rotenberg : Bernister

### S
- - Saas : Sampont
  - Stablo (tombé en désuétude et inutilisé de nos jours) : Stavelot
  - Schockweiler : Schockville
  - Selingen : Sélange
  - Sesbach : Semois
  - Steinberg : Stembert

### T
- - Tintingen : Tintange
  - Tontelingen : Tontelange
  - Törtchenweiler : Villers-Tortru
  - Turpingen : Turpange

### U
- - Udingen : Udange
  - Urt : Ourthe

### V
- - Velwisch (tombé en désuétude et inutilisé de nos jours) : Verviers

### W
- - Wallonisch-Brabant : Brabant wallon
  - Wanen : Vance
  - Weilerbach : Villers-la-Bonne-Eau
  - Weismes : Waimes (commune avec facilités linguistiques pour ses habitants germanophones)
  - Welkenrath : Welkenraedt
  - Welschbochholz : Moinet
  - Weser : Vesdre
  - Weset : Visé
  - Wolkringen : Wolkrange

### Z
- - Zur Heiden (tombé en désuétude et inutilisé de nos jours) : Gueuzaine